# Gelucho
Ángel Blanco Pastor (Santander, Cantabria, 28 de febrero de 1962), conocido como Gelucho, es un exfutbolista español que se desempeñaba como lateral izquierdo.

## Clubes
| Club                | País   | Año       |
| ------------------- | ------ | --------- |
| Racing de Santander | España | 1979-1987 |
| C. D. Logroñés      | España | 1987-1989 |
| Racing de Santander | España | 1989-1994 |